# Besos de cabra
Besos de cabra es el tercer álbum de El Desván del Duende. Salió a la venta el 17 de enero de 2012, aunque tuvo un lanzamiento previo especial en formato CD-funda con el Diario HOY de Extremadura, del que se vendieron 2.000 ejemplares en una semana.
El primer sencillo es "Delinqüentes y poetas", cuyo videoclip fue grabado en Jerez de la Frontera con la colaboración de Los Delinqüentes.
Otras canciones importantes del disco son "Di que sí (Si se quiere se puede)" (banda sonora del equipo español en las Paralimpiadas de Londres 2012) y "Sabor de Rumba" (segundo sencillo).
El disco fue editado por BMG Music y distribuido por Sony para toda España.

## Lista de canciones
| N.º   | Título                    | Duración |  |
| 1.    | «Villancicos en mayo»     | 2:38     |  |
| 2.    | «Delinqüentes y poetas»   | 3:54     |  |
| 3.    | «Pasta entre los dientes» | 3:28     |  |
| 4.    | «De orilla a orilla»      | 4:30     |  |
| 5.    | «Qué te daría yo»         | 2:50     |  |
| 6.    | «Sabor de rumba»          | 3:56     |  |
| 7.    | «A los pies de la luna»   | 3:49     |  |
| 8.    | «Di que sí»               | 3:55     |  |
| 9.    | «Tú eres»                 | 4:00     |  |
| 10.   | «Me vuelvo loco»          | 3:45     |  |
| 11.   | «El tanguillo»            | 7:20     |  |
| 44:03 |                           |          |  |